# Asansol
Asansol (bengalsk: আসানসোল, tr. Āsānasol  ( hør)) er en storby i delstaten Vestbengalen i det nordøstlige Indien. Med et indbyggertal på 563.917 (2011) indbyggere er det den næststørste by i delstaten Vestbengalen.